# Theater Gurten
Das Theater Gurten ist ein seit 2002 alle zwei Jahre auf dem Gurten oberhalb von Bern (Schweiz) stattfindendes Freilichttheater mit Aufführungen eines Misch-Ensembles aus Laien und Profis in berndeutschem Dialekt.

## Geschichte
Das Theater Gurten wurde 2002 von der Regisseurin Livia Anne Richard ins Leben gerufen. Die Premiere des ersten Stücks Ein Engel kommt nach Babylon von Friedrich Dürrenmatt fand am 28. Juni 2002 statt. Richard führte bisher bei sämtlichen Produktionen im Theater Gurten Regie.
Das Stück Dällebach Kari war im Jahr 2006 ein so grosser Erfolg, dass es 2007 ausserplanmässig nochmals aufgelegt wurde. Über die beiden Jahre waren sämtliche 50 Vorstellungen restlos ausverkauft.

## Spielort
Das Theater findet jeweils an einer temporär aufgestellten Spielstätte mit einer Tribüne von rund 500 Plätzen statt. Jede Produktion wird zwischen Juni und August in rund 30 Aufführungen vor etwa 15'000 Zuschauern gezeigt, mit einer Spielpause während des auf angrenzendem Areal stattfindenden Gurtenfestivals.

## Gespielte Stücke
| Jahr    | Stück                                    | Autor                                 | Bemerkungen |
| ------- | ---------------------------------------- | ------------------------------------- | --- |
| 2002    | Ein Engel kommt nach Babylon             | Friedrich Dürrenmatt                  | |
| 2004    | Der Scharlatan                           | Markus Keller                         | Uraufführung |
| 2006    | Dällebach Kari                           | Livia Anne Richard                    | Uraufführung |
| 2007    | Dällebach Kari                           | Livia Anne Richard                    | Wiederaufnahme von 2006 wegen grosser Nachfrage |
| 2008    | Von Mäusen und Menschen                  | John Steinbeck                        | berndeutsche Adaption |
| 2010    | Einstein                                 | Livia Anne Richard                    | Uraufführung |
| 2012    | Holzers Peepshow                         | Markus Köbeli                         | |
| 2014    | Paradies                                 | Livia Anne Richard                    | Uraufführung |
| 2016    | Die Nashörner                            | Eugène Ionesco                        | Ursprünglich war geplant, Der kleine Prinz aufzuführen. Da das Stück im Jahr 2015 gemeinfrei wurde, gab das Team im August 2015 den Wechsel zu einer anderen Produktion bekannt. |
| 2018    | Abefahre! Stressfrei in 5 Tagen          | Livia Anne Richard                    | Uraufführung |
| 2020/21 | Alter! Experiment Generationenhaus...    | Livia Anne Richard                    | Uraufführung, musste wegen der Corona-Pandemie von 2020 auf 2021 verschoben und erneut abgesagt werden.                                                                          |
| 2022    | flöört.ch - Flirten lernen in 90 Minuten | Livia Anne Richard                    | Uraufführung |
| 2024    | Da chönnt ja jede cho!                   | Livia Anne Richard / Christoph Keller | Uraufführung |